# Estación de La Palma del Condado
La Palma del Condado es una estación de ferrocarril situada en el municipio español homónimo, en la provincia de Huelva, comunidad autónoma de Andalucía. Cuenta con servicios de media y larga distancia operados por Renfe. Las instalaciones cumplen también funciones logísticas.

## Situación ferroviaria
Las instalaciones se encuentran situadas en el punto kilométrico 68,6 de la línea férrea de ancho ibérico Sevilla-Huelva, a 88 metros de altitud sobre el nivel del mar, entre las estaciones de Villarrasa y de Escacena. Este trazado tenía como cabecera histórica la antigua estación de Sevilla-Plaza de Armas. 

## Historia
La estación fue abierta al tráfico el 15 de marzo de 1880 con la puesta en funcionamiento de la línea férrea Sevilla-Huelva. La compañía MZA fue la encargada de las obras. Si bien la concesión inicial no era suya, la adquirió a la Compañía de los Ferrocarriles de Sevilla a Huelva y a las Minas de Río Tinto en 1877 para poder extender su red hasta el oeste de Andalucía. La llegada del ferrocarril dio un impulso al desarrollo económico de La Palma del Condado, lo que se tradujo en un importante tráfico de pasajeros y mercancías, especialmente las ligadas al sector vitivinícola. Con el paso de los años en el entorno de la estación ser fue articulando un complejo industrial de bodegas y tonelerías.
En 1921 entró en servicio el llamado ferrocarril del Condado, un trazado de vía estrecha que enlazaba el municipio vecino de Bollullos Par del Condado con La Palma del Condado. La vía llegaba hasta la estación de MZA, por lo que se habilitaron unas instalaciones de trasbordo para el intercambio de pasajeros y mercancías entre ambas líneas. Sin embargo, el ferrocarril del Condado tuvo una corta existencia debido a problemas económicos y dejó de operar en noviembre de 1931.
En 1941, con la nacionalización del ferrocarril en España, las instalaciones pasaron a manos de la Red Nacional de los Ferrocarriles Españoles (RENFE). Durante las décadas de 1960 y 1970 la estación vivió un gran auge en el tráfico de pasajeros, al tiempo que se electrificaba el trazado Sevilla-Huelva. Desde enero de 2005, con la extinción de RENFE, el ente Adif es la titular de las instalaciones.

## Instalaciones ferroviarias
La estación se encuentra situada al norte del casco urbano. Dispone de un edificio de viajeros de dos plantas y anexos de planta baja de estilo neomudéjar construido a base de ladrillo y yeso. Luce almenas escalonadas, arcos de herradura y alfices adornados con arabescos. El proyecto del edificio de la estación fue obra del ingeniero Pedro Soto. El complejo ferroviario cuenta con dos andenes, además de un conjunto formado por varias vías de apartadero y varias vías muertas. Del recinto parte un ramal que enlaza con el antiguo silo del Servicio Nacional del Trigo, al cual presta servicio como cargadero.

## Servicios ferroviarios

### Media Distancia
Los trenes de media distancia que cubren el trayecto Sevilla-Huelva tienen parada en la estación. 
| Línea MD | Trenes | Origen/Destino |  | Destino/Origen |
| -------- | ------ | -------------- |  | -------------- |
| 72       | MD     | Sevilla        |  | Huelva         |

### Larga Distancia
De momento solo hay un Alvia dirección Madrid Puerta de Atocha y otro de regreso a Huelva. En verano se añade un Intercity dirección Madrid con parada en Sevilla.